# Kostel svatého Jiří (Velké Opatovice)
Barokní kostel svatého Jiří ve Velkých Opatovicích.

## Historie
První písemná zmínka o kostele na tomto místě pochází z roku 1392. Byl postaven v gotickém slohu a klenba byla patrně pouze v presbytáři. Zvonice stála pravděpodobně vedle kostela, do ní byl v roce 1497 zavěšen zvon sv. Víta, který visí i ve věži dnešního kostela. V poslední čtvrtině 17. století byl kostel barokně přestavěn. V roce 1790 byl ovšem původní kostel zbořen, aby mohl být v letech 1790-1791 vystavěn kostel nový, zasvěcený stejně jako předchozí kostel svatému Jiří.

## Popis
Na jeho výzdobě se podílel Ondřej Schweigl, z jeho dílny je hlavní oltář a kazatelna. Cherubové z jeho dílny také nesly obraz Pax vobis nad hlavním oltářem. Obraz Pax vobis – milostný obraz Spasitele pochází z roku 1580, kdy byl přinesen z Jeruzaléma a stal se rodinným obrazem Salmů z Neuburgu nad Innem. Když opatovická větev rodu vymřela po meči, darovala jej v roce 1797 dcera posledního majitele panství z rodu Salmů Karla Vincence Jindřiška Julie provdaná za Jeronýma Herbersteina kostelu. V současné době je obraz vedle dveří do sakristie. K původnímu mobiliáři kostela patří dále lavice, zpovědnice, křtitelnice a oltářní mřížka. Během let byl kostel dále doplňován o další obrazy a sochy. Boční oltáře zdobí obrazy Panny Marie Neposkvrněné a svatého Jiří od Jana Havelky z Loštic z roku 1820. Kostel zdobí a modlitbu podněcuje křížová cesta z roku 1869. Socha a oltář Panny Marie Lurdské z roku 1882 a sochy Nejsvětějšího srdce Ježíšova a Neposkvrněného srdce Panny Marie z roku 1908 jsou výrazem aktuálních důrazů katolické zbožnosti své doby a obraz sv. Cyrila a Metoděje od Jana Zelenky z roku 1863 připomíná cyrilometodějské milénium. Nepřehlédnutelným prvkem interiéru je bezesporu velký lustr zavěšený v prostředím klenebním poli, který má ve spodním patře 16 a v horním 8, v současnosti, elektrických svíček, má pocházet ze zámku v Šebetově a do kostela se dostal v druhé polovině 19. stol. – stejný lustr je také v kostele sv. Marka v Knínicích, patrně osvětlovaly původně oba sál zmíněného zámku. Původní varhany od Jana Komorníka z Rouchovan z roku 1791 byly v roce 1913 nahrazeny novými pneumatickými varhanami z dílny Jana Tučka v Kutné Hoře.
Na začátku padesátých let dvacátého století prošel kostel výraznou proměnou interiéru. Byl nově vydlážděn a vymalován, byla nově uspořádány obrazy a sochy a především byl v závěru presbytáře vymodelován vysoký reliéf svatého Jiří bojujícího s drakem o rozměrech 4×4 m, který vytvořil akademický sochař Karel Otáhal v letech 1951–1952, a tak teprve po více než 150 letech od postavení kostela zaujal jeho patron přední místo. Karel Otáhal vytvořil také reliéf křtu Páně zavěšený nad křtitelnicí. V roce 1972 doplnily zvon sv. Víta osiřelý po rekvizicích za první a druhé světové války zvony sv. Jiří a Panna Maria od Marie Tomáškové Dytrychové. V devadesátých letech dvacátého století byl generálně zrekonstruován vnější plášť i interiér kostela. Současná výmalba v tónech lomené bílé, žluté a olivové podtrhuje jednoduchou krásu jeho interiéru. Ozdobou kostela je ve vánoční době betlém, jehož jádro pochází ze šedesátých let dvacátého století, kulisa je dílem místních řemeslníků a umělců, nově byl doplněn o další sošky v letech 2008–2012.

## Galerie

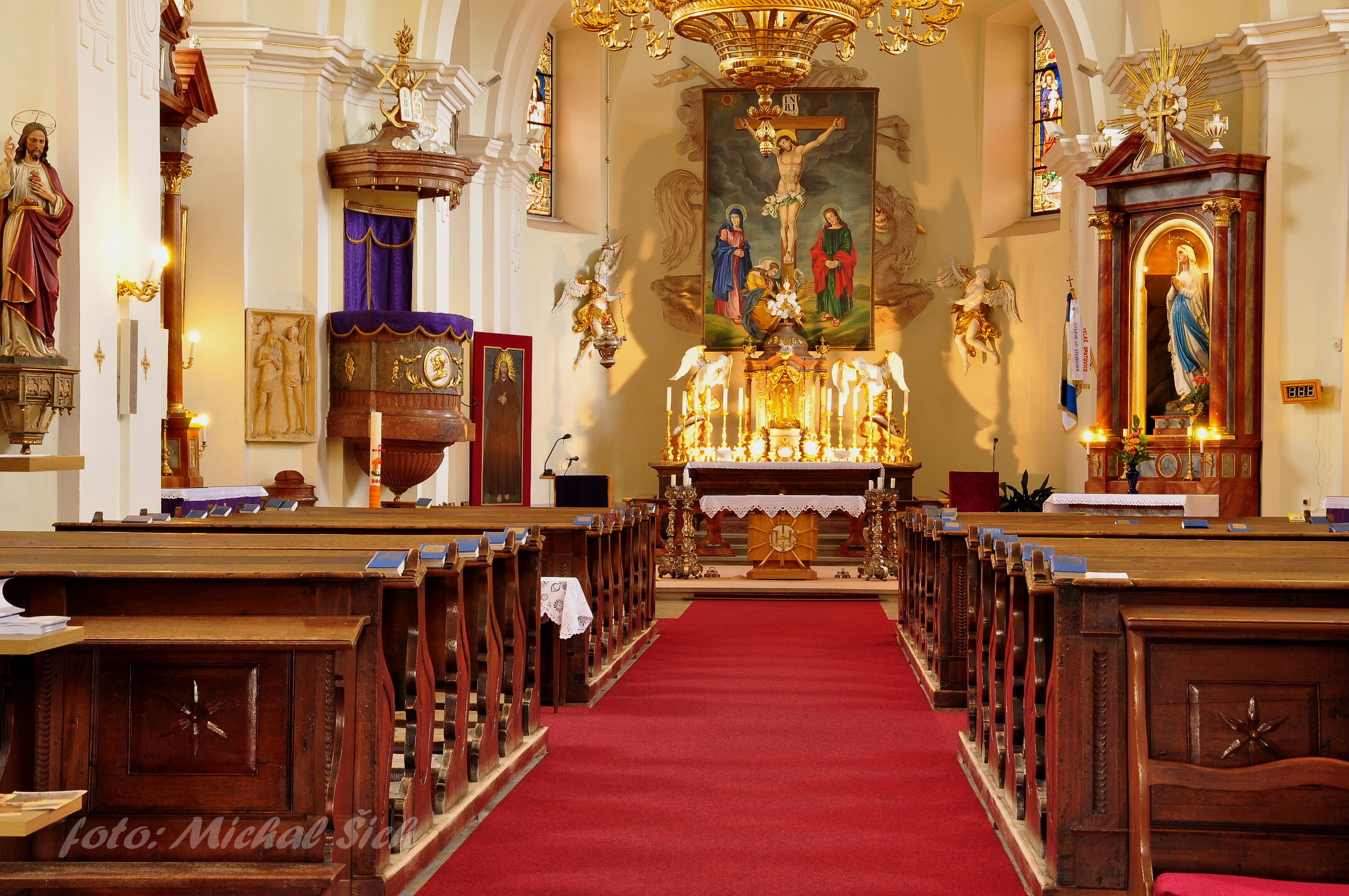
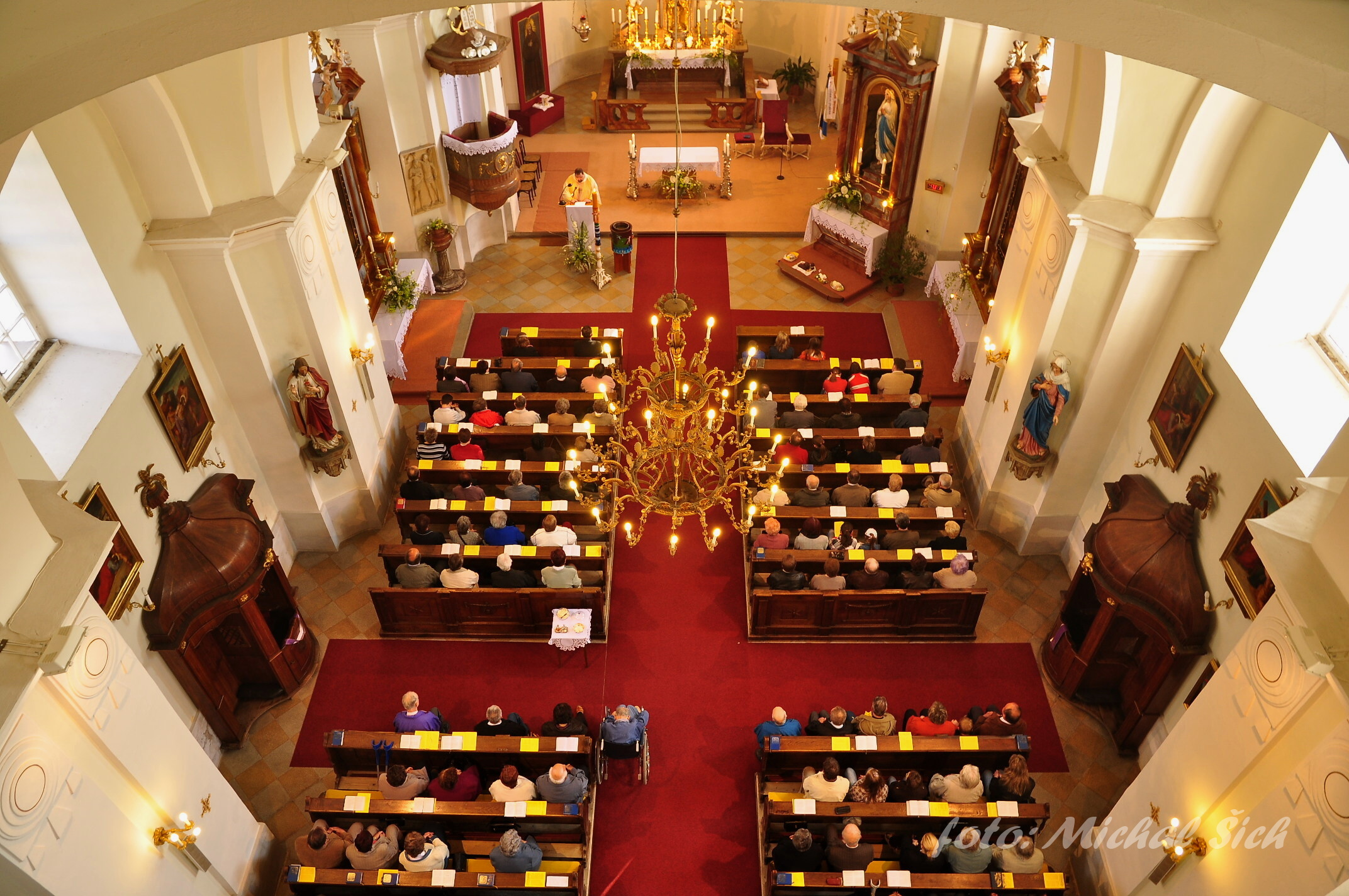
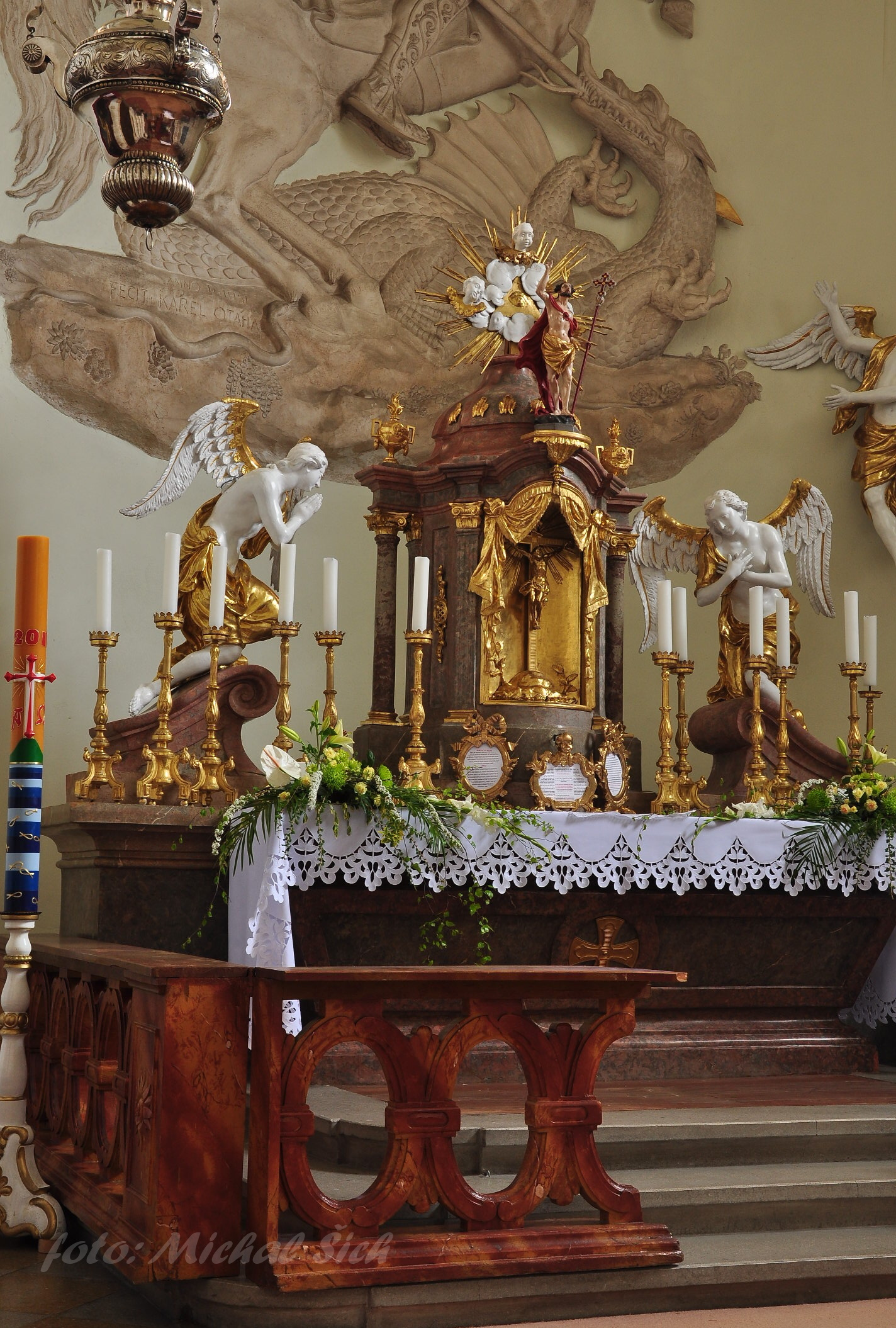
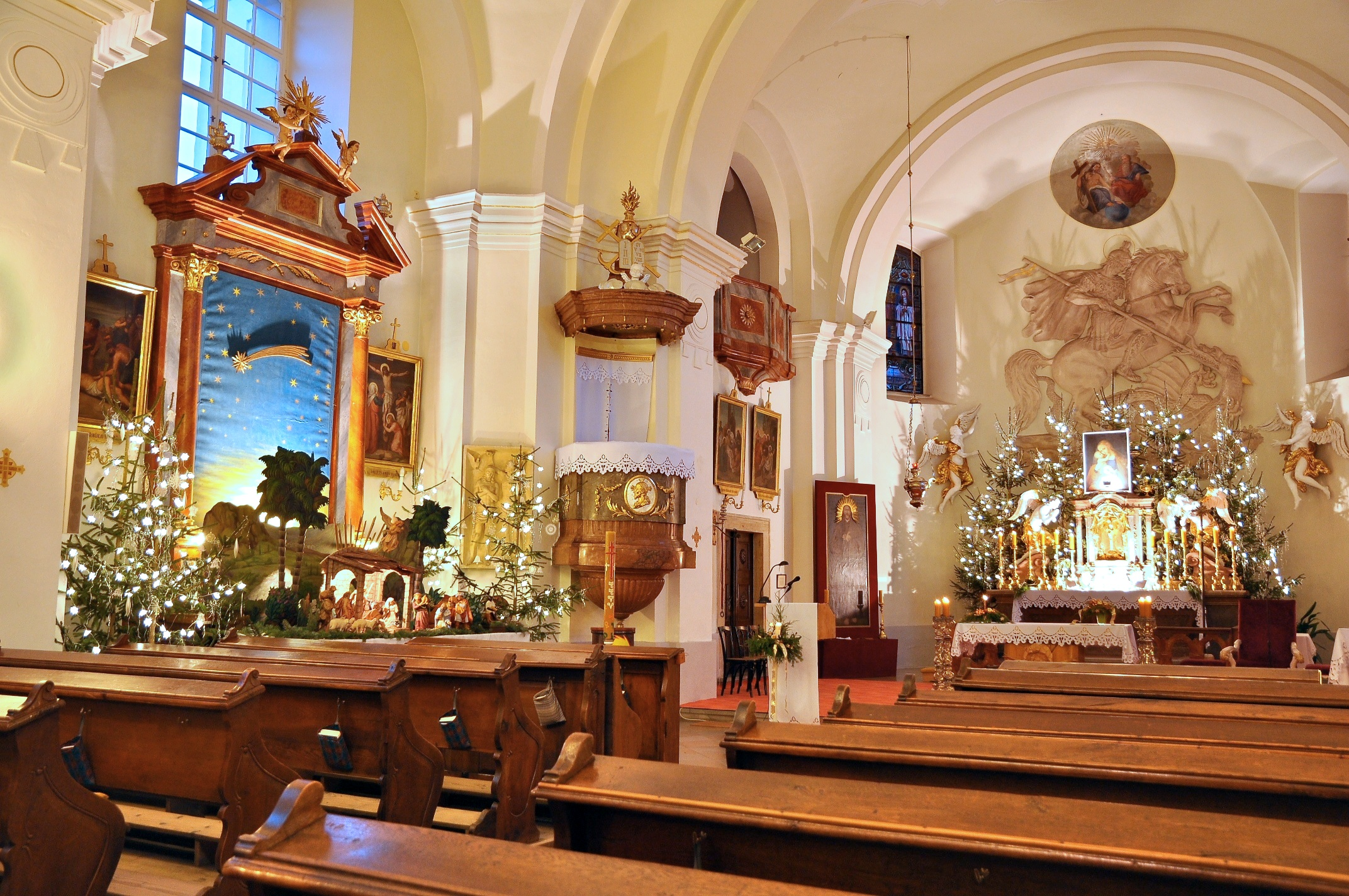
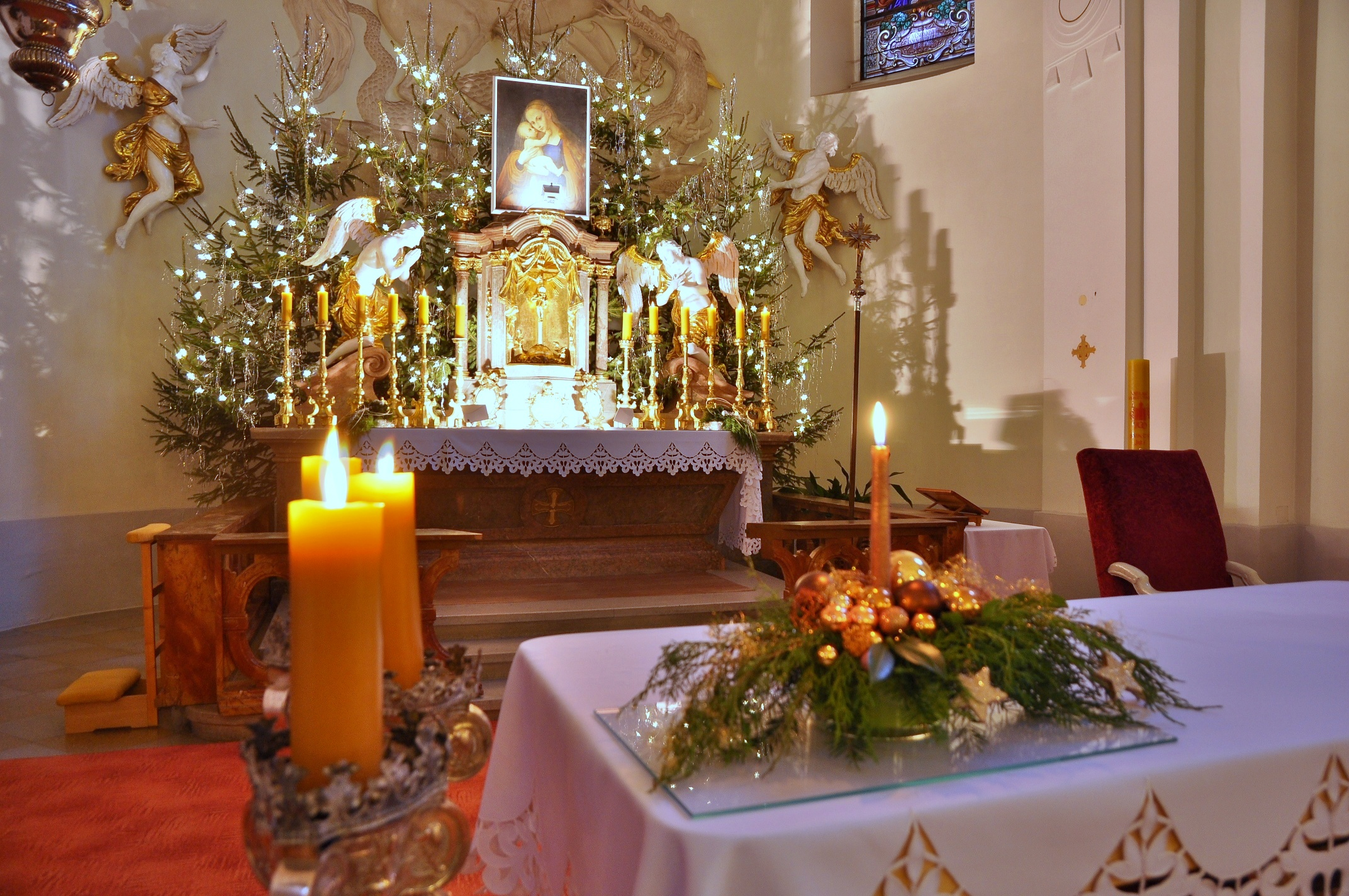